# Ophioteichus parvispinum
Ophioteichus parvispinum is een slangster uit de familie Ophiuridae.
De wetenschappelijke naam van de soort werd in 1938 gepubliceerd door Hubert Lyman Clark.